# Can Florit
|  | Per a altres significats, vegeu «Can Florit de Sant Genís». |

Can Florit és una masia al nucli de Palafolls (el Maresme) inclosa a l'Inventari del Patrimoni Arquitectònic de Catalunya. És una entre les Ferreries i el barri de Santa Maria comunicada per un camí que acaba al Carrer de Pau Casals. Actualment té dos cossos paral·lels a la façana principal. Ha estat reformada per a casa d'estiu. Té dues finestres gòtiques del pis amb festejadors.
A la paret de migjorn hi ha un porxo aguantat per un pilar de gran diàmetre fet de pedra, que al mateix temps és l'estructura externa del pou de la casa. Es pot datar cap a finals del segle xv. L'estructura del pou de Can Florit aguanta, al mateix temps, el porxo de la casa a la banda de migjorn. Té forma semicircular de gran diàmetre fet de pedra i maó. A la part buida hi veiem una corriola i la corda de pujar l'aigua.